# Petras Karla
Petras Karla (ur. 9 kwietnia 1937 w Didžiasalis, zm. 14 października 1969 w Wilnie) – litewski wioślarz reprezentujący ZSRR.

## Edukacja
W 1962 ukończył fizykę na Uniwersytecie Wileńskim.

## Kariera sportowa

### Igrzyska olimpijskie
W 1964 wystartował na igrzyskach olimpijskich. Radziecka ósemka ze sternkiem z Karlą w składzie zajęła 5. miejsce z czasem finałowym 6:30,69 s.

### Mistrzostwa świata i Europy
W 1962 został srebrnym medalistą mistrzostw świata w ósemkach ze sternikiem. W 1963 i 1964 w tej samej konkurencji zostawał wicemistrzem Europy.

### Mistrzostwa kraju
Czterokrotny mistrz Litwy (1957, 1960, 1961 i 1964) i ZSRR (1961-1964) w ósemkach ze sternikiem.

## Losy po zakończeniu kariery
Po zakończeniu kariery zajął się pracą naukową. Został zatrudniony na Wydziale Fizyki Molekularnej Uniwersytetu Wileńskiego, gdzie prowadził badania nad falami akustycznymi w laserach.